# Rio Budeasa (Râul Doamnei)
O Rio Budeasa é um rio da Romênia afluente do Rio Doamnei, localizado no distrito de Argeş.